# Aoife Mannion
Aoife Mannion (Solihull, 24 settembre 1995) è una calciatrice inglese naturalizzata irlandese, difensore del Newcastle United e della nazionale irlandese.
In precedenza è stata convocata a livello giovanile per l'Inghilterra, paese in cui è nata, e ha ricevuto la sua prima convocazione senior nell'agosto 2019, senza tuttavia marcare alcuna presenza prima di esordire con l'Irlanda nel febbraio 2023. È stata nominata due volte nella squadra dell'anno della PFA WSL Team of the Year.

## Carriera
Segna una rete su rigore in Champions League nel 2019, con il Manchester City contro il Lugano finita 1-7.

## Palmarès
- FA Women's National League Cup: 1

Aston Villa: 2012-2013
- Women's FA Cup: 1

Manchester United: 2023-2024